# Hanno (Sohn des Bomilkar)
Hanno († nach 203 v. Chr.) war ein im 3. Jahrhundert v. Chr. lebender karthagischer General. Als Feldherr Hannibals nahm er am Zweiten Punischen Krieg teil, den Karthago gegen Rom führte.

## Leben
Hanno war ein Sohn des Sufeten Bomilkar und vielleicht ein Neffe Hannibals. Er wird  zuerst 218 v. Chr. in der Anfangsphase des Zweiten Punischen Kriegs anlässlich Hannibals Übergang über die  Rhone erwähnt. Ein Teil des keltischen Volks der Volcae wollte verhindern, dass Hannibal die Rhone überquerte und besetzte das dem punischen Feldherrn gegenüber liegende Ufer. Hanno sollte deshalb gemäß dem Plan Hannibals mit einem Trupp Iberer den Volcae in den Rücken fallen. So marschierte Hanno am rechten Ufer stromaufwärts bis zu einer Stelle, auf die ihn die gallischen Führer hinwiesen. Dort war der Fluss durch eine Insel geteilt und daher bequemer zu passieren. Daher überschritt Hanno mit seinen Kriegern an dieser Stelle den Fluss, legte einen Tag Rast ein und zog anschließend am linken Ufer wieder zum Ausgangspunkt zurück. Er rückte auf einen im Rücken der Volcae liegenden Hügel vor und informierte Hannibal durch Rauchzeichen von seiner Rückkunft. Als Hannibal nun mit seinen Truppen die Flussüberquerung begann, attackierte Hanno die Volcae in deren Rücken und schlug sie in die Flucht (siehe Schlacht an der Rhone). In der 216 v. Chr. ausgefochtenen Schlacht bei Cannae, in der Hannibal einen großen Sieg über Rom errang, kommandierte Hanno die afrikanischen, insbesondere numidischen Reiter des rechten Flügels der punischen Streitkräfte.
Später zog Hanno mit einer Heeresabteilung nach Süditalien und führte dort bei Kämpfen in Bruttium und Lukanien das Kommando. Laut dem antiken Kriegshistoriker Appian leitete er die Belagerung von Poetelia. 215 v. Chr. soll er gegen den Konsular Tiberius Sempronius Longus bei Grumentum eine Niederlage erlitten haben, in deren Folge er nach Bruttium habe zurückweichen müssen. Dort nahm er jene von Bomilkar herangeführten militärischen Verstärkungen auf, die ihm Karthago zur Unterstützung gesandt hatte. Mit diesen rückte er bis zum Lager Hannibals bei Nola vor, um dessen Streitkräfte aufzustocken. Hannibal versuchte aber vergeblich, die Honoratioren Nolas zum Abfall von Rom zu bringen. Nach diesem Misserfolg begab Hanno sich  wieder nach Bruttium zurück, während Hannibal Winterquartiere in Apulien bezog. Hier gewann er die beiden bedeutenden Städte Lokroi und Kroton.
214 v. Chr. sollte Hanno seinem Oberfeldherrn Hilfstruppen zuführen. Er rückte zu diesem Zweck mit seinen vor allem aus italischen Soldaten bestehenden Truppen – insgesamt angeblich 17 000 Bruttier und Lukaner sowie 2000 afrikanischen Reiter – von Bruttium aus gegen Samnium vor. Um seine Vereinigung mit Hannibal zu verhindern, marschierte der Prokonsul Tiberius Sempronius Gracchus gegen ihn und brachte ihm in einer bei Benevent ausgetragenen Schlacht eine vollkommene Niederlage bei. Mit nur 2000 Mann soll Hanno entkommen sein. Bald darauf konnte er diese Scharte wieder teilweise auswetzen, indem er einige Abteilungen von Gracchus’ Truppen in Lucanien niedermachte.
213 v. Chr. besiegte Hanno Tiberius Pomponius Veientanus und nahm ihn gefangen. Dann belagerte er die Burg von Tarent. Weil er aber die Order bekam, Capua zu verproviantieren, zog er nach Benevent und ließ das vorjährige Getreide zusammenbringen. Mit diesen Nahrungsmittelvorräten wollte er Capua versorgen. In seiner Abwesenheit wurde das Lager 212 v. Chr. vom Konsul Quintus Fulvius Flaccus erstürmt und sein Heer in einem heftigen Kampf vernichtet. Mit nur wenigen Begleitern gelangte er wieder nach Bruttium. Dort ging er gemeinsam mit Mago dem Samniten gegen Thurioi vor. Hanno griff die Stadt mit der Infanterie an, während Mago mit der Kavallerie in einem Hinterhalt lauerte. Als die kleine römische Besatzung mit den unzuverlässigen Thuriern einen Ausfall machte, wurde sie von dem nun eingreifenden Mago geschlagen. Die in der Stadt verbliebenen Römer durften abziehen, und Hanno und Mago setzten sich in den Besitz von Thurioi. In späterer Zeit führte Hanno den Oberbefehl in Metapont. Er erhielt Anfang 207 v. Chr. die Anweisung, sich von Metapont nach Bruttium zu begeben, um dort neue Rekrutierungen durchzuführen.
Die hier geschilderte Laufbahn Hannos basiert auf der aus römischer Sicht berichtenden annalistischen Überlieferung, nach welcher der karthagische Feldherr zahlreiche Niederlagen erlitten hätte. Doch könnten hier mehrere Dubletten vorliegen. Da nach 207 v. Chr. keine weiteren Berichte über Hannos Wirken in Italien vorliegen, ging er möglicherweise damals nach Karthago zurück. Für die Spätphase des Hannibalkriegs erwähnt nämlich Appian einen auf dem nordafrikanischen Kriegsschauplatz tätigen Hanno, Sohn des Bomilkar, der nach dem nächtlichen Überfall Scipios auf Hasdrubal, Gisgons Sohn, und den westnumidischen König Syphax 203 v. Chr. zum Oberbefehlshaber gewählt war. Er suchte vergeblich, Hasdrubal den Römern in die Hände zu spielen, verleumdete ihn aber erfolgreich in Karthago. Ein kurz danach von ihm zugleich mit Hamilkars Flotte durchgeführter Angriff auf Scipio vor Utica scheiterte. Später taucht er in den Quellen nicht mehr auf.